# Цзяочжоувань
Цзяочжоувань — бухта в Жёлтом море у южного берега Шаньдунского полуострова (Китай). Ширина у входа около 6 км, в средней части 24 км. Глубина до 12 м. В суровые зимы замерзает. У входа в бухту — город и порт Циндао.

## Климат
Климат в районе залива Цзяочжоувань влажный, муссонный. Среднегодовая температура — +12,4 °C. Летом душно, часто идут дожди, средняя температура августа — +25,3 °C; зимой — сильные ветра, но не очень холодно, средняя температура января −0,9 °C. Самое комфортное время — осень и весна. Средний уровень годовых осадков — 720 миллиметров, максимум приходится на июль — 177,1 мм.

## История
Археологические находки свидетельствуют о том, что люди селились в этом районе ещё 6000 лет назад. Местность многократно упоминается в различных китайских источниках. Так, именно отсюда в 221 году до н. э. после объединения Китая первый император Цинь, Цинь Шихуан, отправлял корабли в Корею и Японию. Во времена империи Юань залив Цзяочжоувань стал южной оконечностью Цзяочжоу-Лайчжоуского канала, прорытого через основание Шаньдунского полуострова. При империи Мин эти места были важной военно-морской базой, носившей название Цзяоао.
В 1890-е годы империя Цин решила создать на этом месте военное укрепление, защищающее страну от атак с моря. 14 июня 1891 года на южном берегу бухты был основан город Циндао, однако строительство его продвигалось довольно медленными темпами.
Воспользовавшись политической слабостью Китая, Германия 6 марта 1898 года приобрела территорию Цзяо-Чжоу с целью расширения своего влияния в Китае и для противодействия растущей мощи Японии и других великих держав в этом регионе. Помимо города Циндао в состав колонии была включена вся акватория залива Цзяочжоувань и некоторые острова. Вокруг границы Цзяо-Чжоу была выделена 50-ти километровая нейтральная зона. За 16 лет Германия превратила Циндао в стратегически важный порт. Здесь базировалась немецкая Императорская Восточно-азиатская крейсерная эскадра, проводящая военные операции по всему Тихому океану.
7 ноября 1914 Япония захватила Циндао и залив Цзяочжоувань. И только по итогам Вашингтонской конференции была вынуждена 4 февраля 1922 года подписать соглашение о возвращении этой территории Китаю.
В настоящее время на берегах залива Цзяочжоувань расположена городская агломерация Циндао с населением 7,5 миллионов человек.

## Мосты и туннели
В 2011 году открыт автомобильный Циндаоский мост через залив. Шестиполосный мост пересекает северную часть залива Цзяочжоу, соединяя город Циндао с пригородным промышленным районом Хуандао. Длина моста составляет около 42,5 километра. По состоянию на январь 2011 года, Циндаоский мост является самым длинным мостом через водное пространство.
Одновременно был открыт шестиполосный Циндаоский автомобильный туннель, пересекающий под водой залив Цзяочжоувань южнее, в самом узком месте, у входа в залив. Строительство туннеля продолжалось пять лет. Длина всего сооружения составляет 6,17 км, сам туннель имеет протяжённость 5,55 км, из них 3,3 км проходит под водой. Мост и туннель были спланированы как единая транспортная сеть соединяющая берега залива.